# Vaasan Palloseura
Vaasan Palloseura (VPS) är en finländsk fotbollsklubb från Vasa i Finland. VPS grundades 1924 och dess hemmaplan är Sandvikens fotbollsstadion, officiellt Lemonsoft Stadion. Laget spelar säsongen 2022 i landets högsta fotbollsserie för herrar.

## Placering tidigare säsonger
| Säsong | Nivå | Liga          | Placering | Referens | Notering |
| ------ | ---- | ------------- | --------- | -------- | -------- |
| 2014   | 1    | Veikkausliiga | 4         | [ 2 ]    |          |
| 2015   | 1    | Veikkausliiga | 10        | [ 3 ]    |          |
| 2016   | 1    | Veikkausliiga | 4         | [ 4 ]    |          |
| 2017   | 1    | Veikkausliiga | 8         | [ 5 ]    |          |
| 2018   | 1    | Veikkausliiga | 6         | [ 6 ]    |          |
| 2019   | 1    | Veikkausliiga | 12        | [ 7 ]    |          |
| 2020   | 2    | Ykkonen       | 6         | [ 8 ]    |          |
| 2021   | 2    | Ykkonen       | 1         | [ 9 ]    |          |
| 2022   | 1    | Veikkausliiga | 8         | [ 10 ]   |          |
| 2023   | 1    | Veikkausliiga | 3         | [ 11 ]   |          |
| 2024   | 1    | Veikkausliiga | 5         | [ 12 ]   |          |

## Ledarstrukturen

### Styrelse
Vaasan Palloseura Oys (aktiebolag) styrelse.
| Namn            | Roll               |
| --------------- | ------------------ |
| Riku Asukas     | Styrelseordförande |
| Petri Kuivamäki | Styrelsemedlem     |
| Timo Harri      | Styrelsemedlem     |
| Stefan Nåhls    | Styrelsemedlem     |
| Ville Laakkonen | Styrelsemedlem     |
| Vesa Rautakorpi | Styrelsemedlem     |

### Tränarstab
Korrekt per den 12 mars 2019.
| Namn              | Roll                 |
| ----------------- | -------------------- |
| Christian Sund    | Huvudtränare         |
|                   | Assisterande tränare |
|                   | Fystränare           |
| Henri Sillanpää   | Målvaktstränare      |
| Rodrigo Picchioni | Videoanalytiker      |
| Jouko Jokinen     | Lagledare            |
| Teemu Luoma       | Materialförvaltare   |

### Tidigare tränare
Nedan finns VPS tidigare tränare listade. Åren 1924–1944 satt lagets kapten i styrelsen och hade även ansvaret över träningarna.
| 1945–1946 | Finland                                         | Nuutti Lintamo  |
| 1945–1948 | Finland                                         | Heikki Kultti   |
| 1948–1949 | Ungern                                          | Geza Toldi      |
| 1950      | Finland                                         | Tauno Koistinen |
| 1951      | Finland                                         | Jussi Sillanpää |
| 1952–1953 | Finland                                         | Tauno Koistinen |
| 1954–1958 | Finland                                         | Martti Häyhä    |
| 1959      | Finland                                         | Ole Stolpe      |
| 1960–1962 | Finland                                         | Erkki Riihimäki |
| 1963      | Finland                                         | Niilo Kinnunen  |
| 1964–1968 | Finland                                         | Jussi Sillanpää |
| 1969–1970 | Socialistiska federativa republiken Jugoslavien | Jovan Jeftic    |
| 1970–1972 | Finland                                         | Kari Dahlsten   |
| 1973      | Finland                                         | Raimo Hudd      |

| 1974–1977 | Finland | Eero Tuhkanen    |
| 1978      | Finland | Pekka Mäkelä     |
| 1979      | Finland | Erkki Myllyaho   |
| 1980–1982 | Finland | Esa Virta        |
| 1983      | Finland | Raimo Hudd       |
| 1984      | Finland | Jarmo Meltoranta |
| 1985–1987 | Polen   | Jerzy Wojtowicz  |
| 1988–1989 | Finland | Jarmo Meltoranta |
| 1989–1990 | Finland | Markku Myötänen  |
| 1991–1992 | Polen   | Boguslaw Hajdas  |
| 1993      | Polen   | Jerzy Wojtowicz  |
| 1993–1995 | Polen   | Boguslaw Hajdas  |
| 1995      | Polen   | Tomasz Arceusz   |
| 1995      | Finland | Heikki Suhonen   |

| 1996–1998 | Finland | Hannu Touru       |
| 1999      | Sverige | Sören Cratz       |
| 1999      | Finland | Kimmo Lipponen    |
| 2000–2001 | Finland | Jukka Ikäläinen   |
| 2002      | Finland | Keijo Paananen    |
| 2003–2004 | England | Stephen Ward      |
| 2005–2007 | Finland | Jari Pyykölä      |
| 2007      | Finland | Mika Koivumäki    |
| 2007      | Finland | Janne Lindberg    |
| 2008–2009 | Finland | Tomi Kärkkäinen   |
| 2009      | Finland | Petri Vuorinen    |
| 2010–2011 | Finland | Tommi Pikkarainen |
| 2011      | Finland | Petri Vuorinen    |
| 2012–2015 | Finland | Olli Huttunen     |

## Statistik

### VPS i Europa
| Säsong    | Tävling            | Omgång | Motståndare                  | Match 1 | Match 2 | Totalt |
| --------- | ------------------ | ------ | ---------------------------- | ------- | ------- | ------ |
| 1998–1999 | Uefa-cupen         | 1Q     | Havnar B Tórshavn            | 0–2     | 4–0     | 4–2    |
|           |                    | 2Q     | Grazer AK                    | 0–0     | 0–3     | 0–3    |
| 1999–2000 | Uefa-cupen         | Q      | St. Johnstone FC Perth       | 1–1     | 0–2     | 1–3    |
| 2014–2015 | Uefa Europa League | 1Q     | IF Brommapojkarna            | 2–1     | 0–2     | 2–3    |
| 2015–2016 | Uefa Europa League | 1Q     | AIK Fotboll                  | 2–2     | 0–4     | 2–6    |
| 2017–2018 | Uefa Europa League | 1Q     | NK Olimpija Ljubljana (2005) | 1-0     | 1-0     | 2-0    |
|           |                    | 2Q     | Brøndby IF                   | 0-2     | 2-1     | 2-3    |

### Titlar
- FM-guld: 2 (1945, 1948)
- FM-silver: 5 (1932, 1941, 1949, 1997, 1998)
- FM-brons: 2 (1938, 2013)

- Finlands Cup, silver: 1 (1972)

- Finlands Ligacup: 2 (1999, 2000)
- Finlands Ligacup, silver: 2 (1997, 2014)